# 뉴욕 지하철 7호선 연장선
뉴욕 지하철 7호선 연장선(영어: 7 Subway Extension)은 뉴욕 지하철 IRT 플러싱선의 지하철 연장선으로, 뉴욕 지하철 7호선이 운영되고 있다. 이 연장선은 뉴욕 지하철 7호선의 옛 종점인 타임 스퀘어역과 34번가-허드슨 야즈역을 잇는다. 두 역 사이의 10번가역은 2007년 건립이 무산되었다. 연장선 전체는 뉴욕 맨해튼에 위치하고 있다. 허드슨 야즈 재생 계획의 일부였던 뉴욕 지하철 7호선 연장선은 허드슨 야즈 지역에 사업 및 오락 시설을 유치할 수 있을 것으로 예상되며, 롱아일랜드 철도 연선에 위치한 첼시와 헬스키친의 재개발에도 도움을 줄 것으로 예상된다. 이 연장선은 인근의 제이컵 K. 재비츠 컨벤션 센터와도 연담(聯擔)이 된다.
7호선 연장 계획은 허드슨 야즈 프로젝트의 일부로 2005년에 처음으로 제안되었으며, 이 프로젝트는 뉴욕 제츠와 2012년 하계 올림픽 유치를 위한 웨스트사이드 스타디움 건설을 포함하고 있었다. 스타디움 건립 계획은 주 의회의 반대로 무산되었지만, 나머지 허드슨 야즈 철도개발계획은 승인을 받아 사업이 진행되었다. 7호선 연장선의 건립은 2007년 시작되었다. 그러나 연장선은 2013년 12월 개통할 예정이었으나 여러 이유로 개통일이 미루어졌고, 2015년 9월 13일이 되어서야 연장선 전체가 개통되었다.

## 역사적 배경
1969년 초 뉴욕 도시계획부의 마스터 플랜에서 8번가와 12번가 사이에서 "모든 종류의 낡고 노후한 구조물 블록"으로 묘사된 것을 대체하기 위해 48번가의 환승 노선을 따라 서쪽으로 도심을 확장하는 것을 제안했을 때 대규모 재개발을 지원하기 위해 교통 체계를 파웨스트사이드로 확장하자는 제안이 나왔다. 서부 40번가 일대와 50번가 일대에 대한 그 제안은 유권자들이 제안된 새로운 동서 교통선에 대한 주 채권 문제를 거부한 후 실패했다.
1993년 뉴욕 도시계획부의 맨해튼 중심상업지구 접근성 개선 제안에 대응하여, 메트로폴리탄 트랜스포테이션 오소리티는 뉴저지까지 7호선을 연장시킬 수 있는 지에 대해 조사했다. 2001년 척 슈머 상원의원에 의해 소집된 기업 및 시민 단체는 지하철 연장 없이는 미드타운 사무구역의 서쪽 연장이 이루어질 수 없다고 주장했다.
거리를 따라 길게 이어진 보도블록들은 파 웨스트사이드의 가장 서쪽 부분까지 20분이나 걸어가야 한다. 게다가 그랜드 센트럴 역이나 맨해튼 동쪽의 다른 곳과의 편리한 연결이 없기 때문에, 파 웨스트사이드는 맨해튼, 퀸스, 웨스트체스터, 코네티컷주의 일부에서 온 근로자들은 통근에 어려움을 겪고 있다.

2012년 뉴욕 하계 올림픽 유치의 일환으로 IRT 플러싱선의 연장이 제안되었다. 시는 2005년 7월 이전에 기금을 받기를 원했고, 그 시점에서 국제 올림픽 위원회는 기금에 대한 투표를 할 예정이었다. 그러나 MTA의 자본 프로그램의 부족과 2번가 지하철과 이스트 사이드 액세스에 대한 기존의 자금 부족으로 인해 MTA는 IRT 플러싱선 연장에 자금을 대줄 수 없었다. 웨스트사이드 야드 인근에 위치하는 올림픽 경기장인 웨스트사이드 스타디움의 건설이 2005년 무산된 이후, 뉴욕은 올림픽 유치에 실패했다. 그러나 지하철 연장 7호 - 허드슨 야드 재개발 프로그램이라는 제목의 보고서에서 뉴욕시 정부는 허드슨 야즈 지역에 대한 구역 계획을 고안하고 그 지역에 서비스를 제공할 두 개의 새로운 지하철 역을 제안했다. 지하철 연장계획은 허드슨 야즈 지역이 된 28번가에서 43번가까지 약 60개 블록을 성공적으로 재조정한 후 승인되었다.
2006년 12월 12일 마이클 블룸버그 시장의 뉴욕 보존 유권자 연맹 연설은 2006년 11월에 정부가 11번가와 34번가까지 지하철 7호선을 연장하기 위해 채권을 발행하기 시작했다고 언급했다. 24억 달러가 드는 7호선 연장선은 뉴욕시의 지방세 증분금융(TIF) 채권 매각 자금으로 자금을 조달했으며, 연장으로 이익을 받는 지역의 미래 개발로 인한 재산세 수입으로 상환될 것으로 예상된다.

## 건설 과정
2007년 10월, 메트로폴리탄 교통국은 7호선의 당시 종착역 타임스퀘어역에서 34번가-허드슨 야즈역까지 2,100m 길이의 트윈 튜브 터널을 건설하는 11억 4,500만 달러의 계약을 체결했다. 그 계약은 J.F.셰어, 스칸스카 USA 시빌, 그리고 샤이보네의 공동 회사인 S3가 체결했다. 확장 공사는 MTA의 수도 건설 부서가 감독했다. 다트너 건축이 34번가 역을 설계했다. S3는 새 터미널의 쉘을 굴착하고 발파로 최초 1,000피트(300m) 길이의 터널을 만든 후 나머지 6,000피트(1,800m) 길이의 터널을 굴착하기 위해 땅에 2개의 터널굴착기를 설치했고, 굴착할 때 각 굴착기는 미리 만든 콘크리트 조각을 설치하여 터널 내부를 만들었다.
프로젝트 초기에, 새로운 역들은 스크린도어를 설치할 것이라고 발표되었다. IRT 브로드웨이-7번로선의 뉴사우스페리역과 어퍼이스트사이드의 2번가선 1단계 지하철 역 3개와 함께 승강장의 온도를 낮추기 위한 특별한 냉방 시스템을 포함할 예정이었다. 노선의 깊이 때문에, 7호선 연장선에는 지하철의 나머지 부분에 어디에나 있는 환기 격자가 아니라 환기 타워가 있다.
그러나 2007년 10월, 새로운 연장이 발표된 직후, 10번가역은 24억 달러의 예산 초과로 취소되었고, MTA는 10번가역을 건설하기 위한 추가적인 5억 달러를 가지고 있지 않았다. 2007년 12월 3일, 지하철 7호선 연장 개통식이 타임스퀘어 지하철역에서 열렸다. 건설업자는 재비츠 컨벤션 센터에 인접한 역 출입구를 굴착하기 시작했다. 연장 공사의 물리적인 장애물 중 하나는 IND 8번로 선의 42번가-포트 오소리티 버스 터미널에 있는 저층 승강장이었다. 폐선 승강장은 부분적으로 파괴되어 7편성 연장이 가능하게 되었다. 굴착기가 타임스퀘어 서쪽의 기존 레이업 선로와 만나려면 8번로 선이 기존 선로를 지지하도록 보강되어야 했다.
2008년 6월 맨해튼 11번가를 따라 터널 공사가 시작되었다. 2009년 2월, S3는 2개의 터널 굴착기 중 첫 번째를 25번가와 11번가의 모퉁이에 있는 거대한 수직갱도로 낮췄다. 두 개의 굴착기는 11번가를 따라 41번가와 타임스퀘어에 있는 지하철 7호선의 종점까지 7,100피트(2,200m) 길이의 터널을 북쪽으로 평행하게 파냈다. MTA는 2008년 11월에 웹사이트에 사진과 함께 건설 업데이트를 게시하였고, 건설은 상당한 진전을 보였다.
MTA는 2009년 6월에 46m 길이의 동굴 발굴을 완료했다. 이 동굴은 항만공사 버스터미널 하층 버스 진입로 아래에 파여 새로운 연장구간의 동쪽 끝 부분을 형성해 타임스퀘어역과 연결했다. 26번가의 기계축에서 북쪽으로 터널이 파여 있었고, 27번가와 28번가의 연약한 지반은 300피트(91m)의 땅을 얼려 터널을 뚫는 기계가 쉽게 흙을 파낼 수 있도록 해야 했다. 2009년 12월 21일, 터널 굴착기가 34번가 역 동굴 벽을 뚫었다고 발표되었다.  두 개의 터널 굴착기는 2010년 봄에 계약에 요구된 터널 작업을 완료할 예정이었다.
2010년 6월, 터널 굴착기 중 하나가 터널을 완성했다. 2010년 7월 15일 두 번째 터널 굴착기가 동굴 벽을 뚫고 터널링 작업을 완료했다. 터널 굴착기는 부분적으로 분해되어 25번가 갱도로 후진하여 인양되었다. 2011년 4월 MTA는 터널, 34번가역 메자닌 및 승강장을 포함하는 계약이 85% 완료되었으며, 기계 및 전기 시스템, 전력, 조명 및 열차 선로를 포함하는 시스템 계약이 2011년 7월까지 완료될 것이라고 발표했다. 2012년 5월, MTA는 연장선의 65%가 완료되었고, 첫 번째 철로가 설치되었다고 발표했다.
2013년 8월 21일, MTA는 7호선 연장선의 공사가 90% 완료되었다고 발표했다. 2013년 12월 20일, 마이클 블룸버그 시장은 시장으로서 업적의 일부를 기념하기 위해 새로운 터미널로 가는 열차에 탑승했다. 7호선 연장선의 개통일은 2014년 6월로 예상되었다.

### 지연

2015년 개통 당시 뉴욕 지하철 7호선의 전체 노선도. 동쪽 종점인 플러싱-메인 스트리트역에서 2015년 개통한 34번가-허드슨 야즈역까지 이어진다.

블룸버그가 식에 맞추어 지하철을 탑승한 직후, 지하철 7호선 연장선의 개통일은 2014년 6월에서 가을 초로, 다시 2014년 11월로, 이후 2015년 2월로, 최종적으로 2015년 5월로 연기되었다. 개통이 미루어진 문제의 대부분은 역사에 설치된 경사 엘리베이터와 터널을 따라 있는 환기 팬 때문이었다. 2014년 10월 1일, MTA는 뉴욕 데일리 뉴스에 새로운 역이 완공되고 2015년 2월 24일까지 대중에게 공개될 준비가 되면 최대 475만 달러의 인센티브 지불을 제공하는 새로운 계약에 서명했다고 말했다.
그러나 2015년 1월, 미국 국토교통부는 경사진 엘리베이터가 제대로 작동하지 않아 2015년 4월부터 7월까지 지하철 7호선 연장선을 운행할 수 없었다고 밝혔다. 보안 및 화재 경보 시스템의 문제도 지연의 원인으로 지목되었다. 2014년 12월 뉴욕 포스트 기사는 허드슨 야드 개발지의 개발자인 Related Companies가 지하철역 바로 위에 있는 기초 공사를 위해 케이슨을 파야 하고, MTA가 역을 개통하기 전에 기초 공사가 완료되어야 했기 때문에 지연되었다고 설명했다. 2015년 3월 화재 및 보안 경보로 인한 문제가 계속되면 여름까지 개통이 지연될 예정이었다.
경사 엘리베이터의 사용은 휠체어를 이용하는 고객들에게 열차 승강장으로 가는 더 짧고 쉬운 길을 제공하고 터널링 비용을 줄이기 위한 것이었다. 두 대의 엘리베이터는 이탈리아 아피아노 젠틸레에 있는 마스페로 엘리베이터리에서 만들어졌으며, 롱아일랜드에서 만들어진 컨트롤러, 오하이오에서 만들어진 스피드거버너, 퀸스에서 만들어진 버튼과 다른 부품을 사용하여 제조되었다. 엘리베이터의 소프트웨어는 미국에서 개발되었다. 마스페로 엘레베이터는 이탈리아에서 엘리베이터를 조립했지만, 미국으로 운송되기 전에 그곳에서 작동 테스트를 통과하지 못했다. MTA는 운송 대행사가 제출한 사양서를 읽은 후 제조업체가 현지 이탈리아 공급업체 대신 미국 하청업체를 사용하기로 선택했다고 말했다. MTA는 매우 높은 수준의 사용자 지정으로 인한 문제를 해결하기 위해 제조업체와 협력해 왔다.
2015년 6월 1일, MTA의 대표자는 7호선 연장선이 "99% 완료"라고 설명했으며 같은 날 7대의 열차가 34번가역까지 시험 운행을 시작했다. 허드슨 야즈역은 2015년 여름 개통을 준비하고 있었다. 그러나 6월 15일, 7호선 연장선은 "3분기가 끝나기 직전"으로 개통일이 다시 연기되었다. 2015년 7월 20일, MTA는 2015년 9월 13일에 7호선 연장선을 대중에게 공개할 계획이라고 보도되었다. 개통일은 2015년 8월 28일로 확정되었다. 하지만 실질적인 개통일은 리본 절단식에서 역사가 개관된 9월 13일 오후 1시경이었다.

## 건설 지역

### 34번가-허드슨 야즈역

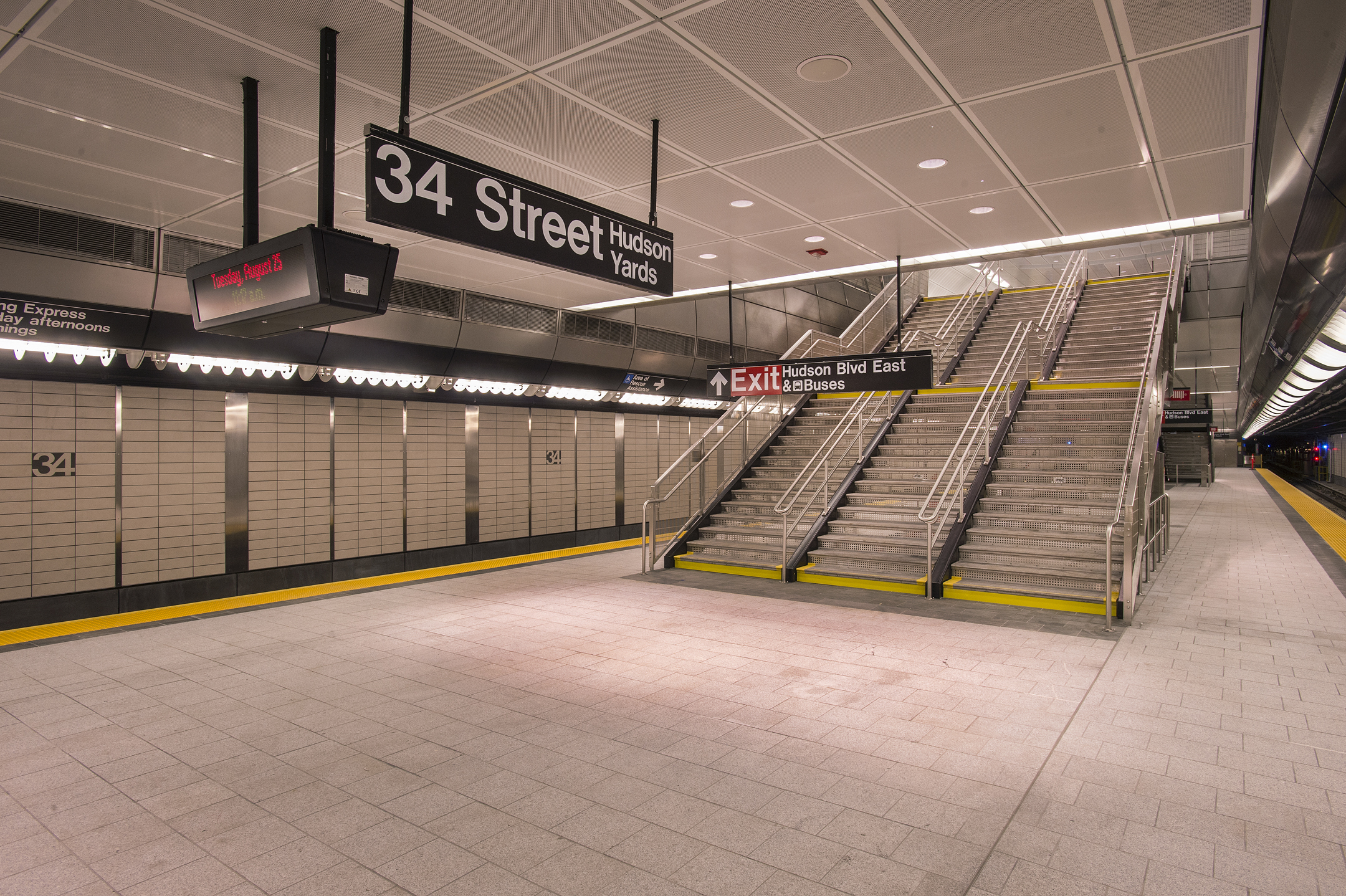
34번가-허드슨 야즈역 승강장.

34번가-허드슨 야즈역은 11번가와 34번가의 교차점 아래에 있으며, 2015년 9월 13일에 개통한 유일한 7호선 연장 노선의 역이다. MTA는 새로운 지하철역이 헬스키친과 첼시를 포함한 주변 지역에서 "새로운 주택, 레스토랑, 엔터테인먼트가 성장할 수 있도록" 할 것이라고 말했다. 이 역은 제이컵 K. 재비츠 컨벤션 센터와도 인접해 있다.
역에 대한 승객 접근로에는 한 쌍의 경사 엘리베이터가 포함된다.  그 프로젝트는 맞춤형 엘리베이터 설치와 관련된 사고들 때문에 지연으로 어려움을 겪어왔다. 2012년 6월, 7호선 연장선 개통은 2014년 6월로 연기되었고, 나머지 34번가-허드슨 야즈 역은 2015년 말에 문을 열기로 되어있었다. 2014년 12월 15일을 기점으로 개장일이 2015년 중반으로 변경되었다. 2014년 4월에는 길이 52m의 경사 엘리베이터가 설치되었다. 80피트(24m) 높이의 경사형 엘리베이터는 처음으로 설치된 엘리베이터이다. 이 역은 뉴욕 지하철에서 저진동 선로가 설치된 세 번째 역이다. 이러한 트랙은 승객에게 보다 부드럽고 조용한 승차감을 제공하며, 나무로 된 트랙 블록이 필요 없다.

### 지상 구조물
연장선에는 5개의 환기용 건물이 있다.

## 제안

### 10번가역

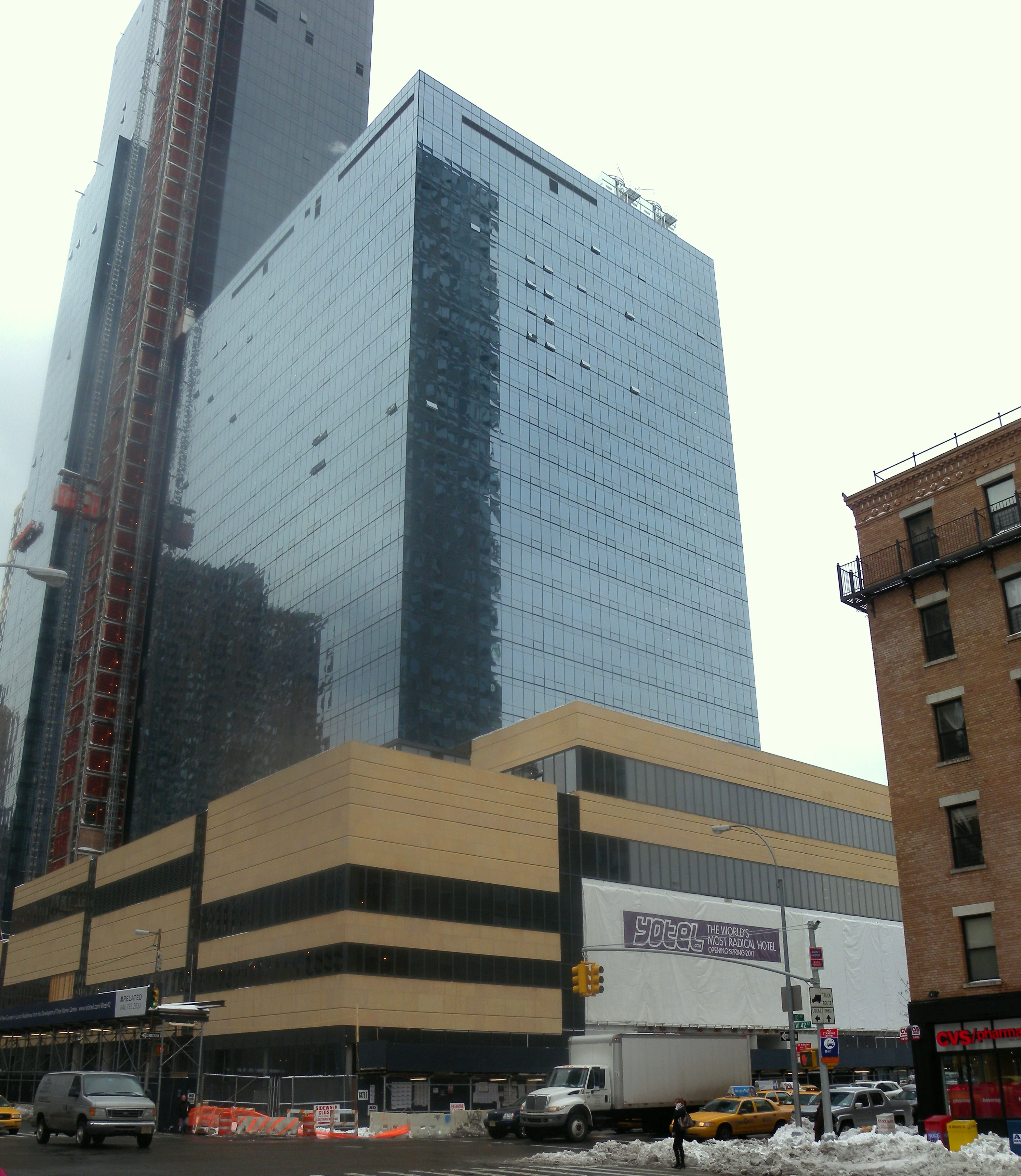
10번가역의 출입구 중 하나로 제안되었던 42번가 MiMA 건물.

10번가와 41번가의 새로운 역이 원래 계획의 일부였지만, 2007년 10월에 비용 초과로 인해 중간 역이 없어졌고, 34번가-허드슨 야즈역이 연장선의 유일한 새로운 역으로 남게 되었다. MTA는 자금이 모이면 10번가역이 프로젝트에 포함될 수 있다고 밝혔다. 이 역은 2007년 계약에는 포함되지 않았지만, 4억 5천만 달러의 옵션으로 등재되었다. 2007년 12월 말, 뉴욕시와 MTA가 역을 위한 추가 자금 조달에 합의할 경우 연기된 역이 부분적으로 지어질 수 있다는 보고가 있었다. 2009년 2월, 미국 국토교통부는 연방정부의 경기부양책으로부터 충분한 자금을 지원받으면 역을 건설할 것이라고 발표했다. 2010년 6월, 시는 지하 연결 통로가 없는 2면 2선 구조의 지상역을 건설하는 것에 대한 타당성을 평가하기 위해 자금 지원을 모색하고 있다고 발표했다.

### 14번가역까지의 연장
지역 계획 협회는 2017년 4차 계획에서 7호선을 꼬리 선로와 허드슨 워터프론트를 따라 14번가와 10번가의 새로운 역으로 확장하고 23번가와 11번가에 중간 정차할 것을 제안했다. 건설될 경우, 새로운 10번가 역은 14번가/8번가 역과 보행자 연결이 가능하며, A, C, E, L 열차로 환승할 수 있으며, 터널은 뉴저지 연장을 허용하도록 구성될 것이다.

## 수상
뉴욕 주립 전문 기술자 협회는 첫 번째 건설 단계인 "터널과 지하 구조물"을 2013년 올해의 건설 프로젝트로 선정했다. 학회에 따르면 프로젝트팀은 "인프라 프로젝트 구축에 있어 창의적인 솔루션과 혁신적인 기술을 개발하는 데 있어 탁월한 전문 엔지니어링 노력을 보여준 공로'로 이 상을 받았다. 7호 프로젝트는 터널 벽을 형성하기 위해 프리캐스트 콘크리트 세그먼트를 배치하는 동안 뉴욕 시 아래에서 터널을 뚫기 위해 최초의 이중 차폐 터널굴착기(TBM)를 사용했으며 세계 최초로 땅을 굳혀 암석 역할을 하는 지상동결공법을 사용하여 터널 굴착기가 적절한 경로를 유지할 수 있도록 했다"는 점을 선정 이유로 들었다. 뉴욕 지하철 7호선 연장선이 1.6km인 반면, 터널은 실제로는 2.4km이다.

## 같이 보기
- 이스트사이드 연결선
- 게이트웨이 프로그램
- 2번가선